# Tadeusz Sulistrowski
Tadeusz Sulistrowski herbu Lubicz (zm. 15 września 1791 roku) – szambelan Stanisława Augusta Poniatowskiego, konsyliarz Rady Nieustającej. 
Był wnukiem Krzysztofa Franciszka, synem Michała Sulistrowskiego i Joanny Billewicz. Żonaty z Brygidą Łopacińską, miał córkę Barbarę i syna Józefa.
Odznaczony Orderem Świętego Stanisława w 1786 roku.
Pochowany w Komajach.